# Stockhem

Het wapen van de familie de Stockhem

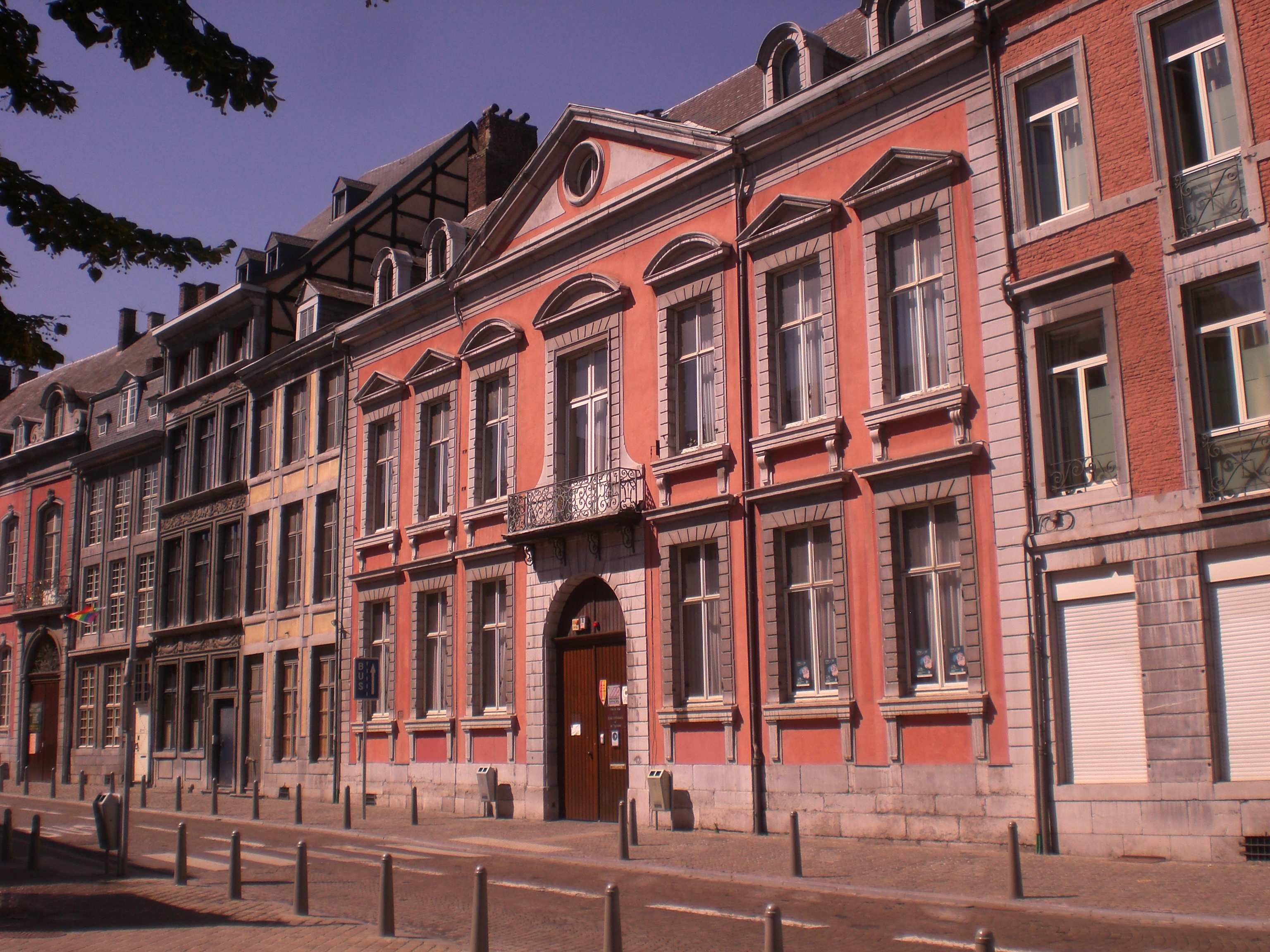
Het Hotel de Stockhem in Luik

De Stockhem is een Zuid-Nederlands adellijk huis, afkomstig uit het prinsbisdom Luik.

## Geschiedenis
De familie de Stockhem was voor het eerst geadeld in 1660. De gebroeders Herman, Jean, Nicolas en Léonard werden opgenomen in de adel en vereerd met de titel ridder van het Heilige Roomse Rijk, overdraagbaar op alle afstammelingen. 
In 1766 werd door keizer Jozef II de titel baron toegekend, eveneens overdraagbaar op alle afstammelingen, aan Léonard en Nicolas de Stockhem. Ze waren de zoons van Nicolas de Stockhem (1672-1746) en Anne de Foullon de Cambray (1681-1750).
Leonard de Stockhem (1702-1767), baron van het Heilige Roomse Rijk, was getrouwd met Isabelle van der Heyden (1715-1767). Zij waren de ouders van Léonard, hierna besproken.
Nicolas-Erasme de Stockhem (1723-1795), baron van het Heilige Roomse Rijk, was getrouwd met Jeanne de Maisières. Zij waren de ouders van de drie volgende de Stockhems die in 1816, ten tijde van het Verenigd Koninkrijk der Nederlanden, in de erfelijke adel werden erkend. Ze hadden ook nog een andere zoon, Antoine Casimir de Stockhem (1767-1811). Hij werd priester, kanunnik van de Sint-Martinuskerk in Luik en vervolgens van de Sint-Lambertuskathedraal. In 1793 werd hij door de prins-bisschop de Méan tot hulpbisschop gewijd, met het vooruitzicht zijn coadjutor en opvolger te zijn. Maar dit ging niet door, als gevolg van de revoluties.

## Leonard de Stockhem de Vieux-Waleffe
Leonard de Stockhem de Vieux-Waleffe (Luik, 12 juli 1750 - Vieux-Waleffe, 1 juli 1827) was een zoon van Lambert de Stockhem, burgemeester van Luik, en van barones Isabelle van der Heyden. Hij was de laatste heer van Vieux-Waleffe, Veltwezel, Kesselt, Hepsée en Wallaix.
In 1816 werd hij erkend in de erfelijke adel met de titel baron, overdraagbaar op alle afstammelingen en benoeming in de Ridderschap van Luik.
Hij trouwde met Marie-Joséphine van den Steen de Saive (1741-1800) en ze hadden vier kinderen. De zoon, Charles de Stockhem (1779-1824). Hij trouwde met Florence de Villenfagne de Sorinnes (1787-1828). Ze hadden vijf kinderen, maar geen verdere nakomelingen.

## Charles de Stockhem de Heers
Charles de Stockhem de Heers (Luik, 5 juli 1763 - Heers, 3 maart 1839) en zijn twee hiernavolgende broers, was een zoon van Nicolas-Erasme de Stockhem, die lid was van de Geheime Raad van prins-bisschop, en van Jeanne de Maisières. In 1816 werd hij erkend in de erfelijke adel met de titel baron, overdraagbaar op alle afstammelingen en benoeming in de Ridderschap van Limburg. In de Franse tijd werd hij maire van Heers en in het Verenigd Koninkrijk der Nederlanden was hij lid van de Eerste Kamer.
Hij trouwde in 1796 met Louise de Seraing de Hollogne (1775-1800). Ze kregen drie dochters, wat het einde betekende van de familietak de Stockhem.

## François de Stockhem
François de Stockhem-Mean (Luik, 21 april 1770 - Brussel, 1 februari 1845) werd in 1816 erkend in de erfelijke adel met de titel baron, overdraagbaar op alle afstammelingen en benoeming in de Ridderschap van Luik. Hij werd lid van het Nationaal Congres en senator. Hij trouwde met Constance de Méan, maar ze bleven kinderloos.

## Dieudonné de Stockhem
Lambert Gaspard Dieudonné de Stockhem (Luik, 5 november 1771 - Brussel, 12 mei 1825) werd in 1816 erkend in de erfelijke adel met de titel baron, overdraagbaar op alle afstammelingen en benoeming in de Ridderschap van Limburg. Hij bleef vrijgezel.
De laatste mannelijke afstammeling, Léopold de Stockhem, overleed in 1875 en de laatste vrouwelijke naamdrager, Eugénie de Stockhem, in 1883.